# Josef Křičenský
Josef Křičenský (10. října 1871 Nový Bydžov – 25. března 1930 Prostějov), byl český dramatik, režisér, herec a fotograf.

## Život
Narodil se v Novém Bydžově v rodině důchodního Jana Křičenského. Po absolvování obecné školy studoval v letech 1882–1887 na gymnáziu v Novém Bydžově. Během studia se aktivně zapojil do tvorby studentského časopisu. Již jako středoškolák vytvořil drama s názvem Pozdě, které bylo uvedeno při oslavách Mistra Jana Husa. Později pokračoval ve vzdělávání v Praze, kde externě navštěvoval pražskou malířskou akademii. Následujících osm roků strávil cestováním. Poznal mnohé země v Evropě a zavítal i do několika zemí Orientu. Na živobytí si vydělával prodejem vlastních grafických výtvorů. Po návratu do Prahy se téměř výhradně věnoval ochotnickému, ale i profesionálnímu divadlu. Působil střídavě ve Švandově divadle na Smíchově, v Uranii a ve Vinohradském divadle.
V roce 1898 se Josef Křičenský oženil s Marií Schormovou dcerou pražského klenotníka. Spolu měli tři dcery, Marii (* 1897), Johanu (* 1898) a Aloisii (* 1899) a zprvu se rodina usadila v Jelení ul. čp. 200 na Hradčanech.
Mezi jeho další záliby patřilo fotografování a stál u zrodu české němé kinematografie.
S Janem Kříženeckým za kamerou režíroval roku 1910 komedii Jarní sen starého mládence a hrál v tomto filmu hlavní roli. Během svého pražského pobytu vystřídal několik bytů na Hradčanech, pobýval i na Smíchově a na Starém i Novém Městě.
V roce 1913 se odstěhoval do Prostějova, kde se živil jako městský úředník. Ihned se zapojil do kulturního dění a byl činný na prostějovských ochotnických scénách. Jeho činnost přerušila vypuknuvší první světová válka a v roce 1915 byl povolán na frontu. Po skončení války nastoupil v roce 1919 jako režisér a herec do prostějovského Intimního divadla. Záhy se stal vůdčí osobností a divadlo přivedl k uměleckému rozkvětu. Za 11 let svého působení zde nastudoval na 500 her.[zdroj?]

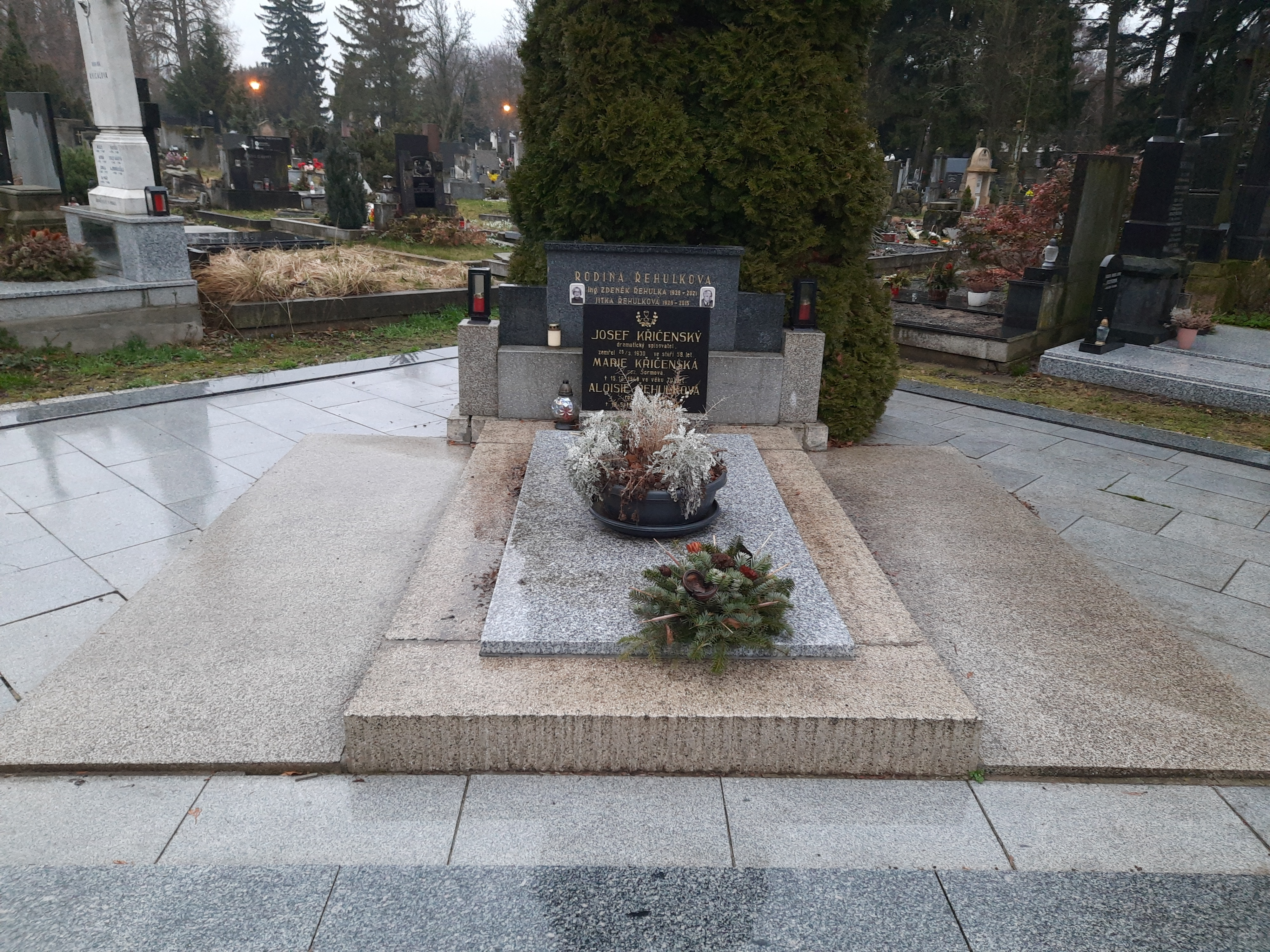
Hrobka rodiny J. Křičenského na Městském hřbitově v Prostějově.

Josef Křičenský zemřel v Prostějově roku 1930. Pohřben byl na místním na městském hřbitově.

## Filmografie

### Herec, režisér
- 1910 – Jarní sen starého mládence

### Námět
- 1914 – Zamilovaná tchyně

### Divadelní hry
- 1890 Pozdě
- 1891 Děti Vltavy
- 1909 Svatební lože
- 1924 Drama jedné noci, Chycené ptáče, Když měsíček spanile svítil, Právo prvé noci

### Tragikomedie
- Ledová panna, Počestná žena, Ráj světa